# معركة أوبيس
معركة أوبيس هي معركة وقعت في سبتمبر 539 ق م بين الفرس الأخمينيين بقيادة كورش الأكبر ضد الإمبراطورية البابلية، وقد وقعت المعركة قرب مدينة أوبيس شمال شرق مدينة بابل، تمكن الفرس من الانتصار بهذه المعركة وكان ذلك بفضل قائد الجيوش البابلية آنذاك جوبارو ذي الأصل الميدي الفارسي والذي قرر الوقوف مع الأخمينيين ضد بابل، بعد هذه المعركة حصد الفرس نصر كبير حيث تمكنوا بعد فترة قصيرة من إحكام السيطرة على بقية المناطق المحيطة بأوبيس من سيبار وثم أقاموا حصار على مدينة بابل وتمكنوا من إسقاطها بعد فترة قصيرة.

## الموقع
المعركة وقعت في مدينة أوبيس المطلة على نهر دجلة والتي تبعد حوالي 80 كلم شمال شرق مدينة بابل عاصمة الإمبراطورية. يصف المؤرخ اليوناني زينوفون بوجود جسر في مدينة أوبيس. هناك احتمال أنه أثناء المعركة قام الفرس قاموا بتخفيض مياه نهر دجلة حيث كانت عندها بأخفض مستوياتها في الخريف مما سهل عليهم عبور النهر. أوبيس كانت موقع إستراتيجي مهم فنقصان مستوى النهر مكن الفرس من تجنب عقبة الجدار الميدي الذي بناه نبوخذ نصر الثاني في وقت سابق وليصل بعدها إلى العاصمة.

## الخلفية
أثناء معركة أوبيس كانت الإمبراطورية الفارسية قد بسطت سيطرتها على غرب آسيا حيث تمكنت خلال سنوات قليلة من إسقاط إمبراطوريتي ميديا وليديا وذلك أثناء حكم كورش الكبير، وتمكنت من السيطرة على أراضي إيران وتركيا وأذربيجان وأفغانستان وتركمانستان وكانت القوة الوحيدة الموجودة في غرب فارس هي بابل التي كانت تحكم بلاد النهرين والهلال الخصيب وشمال شبه الجزيرة العربية بالإضافة إلى السواحل الغربية المطلة على الخليج العربي والذي كان يسمى آنذاك ببحر الكلدان نسباً للكلدان الذين كانوا يحكمون بابل آنذاك. زيادة النفوذ الفارسي في المنطقة قابله ضعف في السلطة في بابل، فملك بابل آنذاك فضل زيادة سلطة بابل باحتلال أراضي شمال شبه الجزيرة العربية حيث أنه كان يكره البقاء في بابل على حد قول العديد من المصادر لأنه فضل عبادة الإله سين والذي كانت والدته أداغوبي الحارانية كاهنة عنده لذلك فقد فضل الإستقرار في مدينة تيماء التي تقع حالياً في السعودية بينما ترك إبنه بلشاصر ليقود السلطة في بابل والذي كان عديم الخبرة في الحكم وحسب ما ذكر في سفر دانيال في الكتاب المقدس أن بلشاصر كان دائماً يفضل إقامة الحفلات والإستمتاع بالخمر والنساء بدل الحكم ولم يكن كجده نبوخذ نصر الثاني. ترك نبونيد الحكم في بابل لإبنه بلشاصر وتفضيله لعبادة سين بدلاً من إله بابل الرئيسي مردوخ سبب ضغينة الطبقة الحاكمة بالإضافة إلى الكهنة لقيامه بذلك لدرجة أن بعضهم كان يتآمر ضده. هناك مصادر تاريخية أخرى ذكرت أن قائد لجيش بابلي من أصل ميدي فارسي يدعى جوبارو خان السلطة البابلية وقرر الوقوف مع الفرس ضد بابل، جوبارو كان يعتمد عليه الملك نبونيد في وقف زحف القوات الفارسية والميدية ضد بابل بينما كان هو يستقر في تيماء وبعد أن سمع نبونيد بخيانة قائد جيشه قرر ترك موقعه على الفور والعودة إلى بابل لكن يبدو أن عودته كانت متأخرة حيث كان الفرس عندها يتمركزون قرب مدينة أوبيس ليتمكنوا من اجتيازها، النصوص البابلية أشارت إلى قبول نبونيد بعد عودته لبابل بطلب معونة آلهة بابل الرئيسية لأجل صد الهجوم الفارسي، حيث أمر بأقامة تماثيل للآلهة عشتار ومردوخ في أنحاء مدينة بابل.

## المعركة
سجلات نبونيد ذكرت أن الجيش الفارسي بدأ بتمركز قرب أوبيس في بداية شهر تشريتو البابلي (27 سبتمبر-27 أكتوبر). المعلومات عن وقوع المعركة قليلة جداً، فلم تكن القوات والخسائر معلومة، أجبر بلشاصر ابن نبونيد على قيادة جيش البابليين ضد فارس وقد كان بلشاصر عديم الخبرة في الجيش فتمكن الفُرس من قتله. بعد عبور الفرس لنهر دجلة تمكنوا بعد بضعة أيام من السيطرة على مدينة بابل بعد مجزرة قامت بها القوات الفارسية ضد بقية جيش بابل والتي سمتها المخطوطات البابلية بمجزرة شعب أكد فيما يشير بعض المؤرخين المعاصرين أن المجزرة لم تكن ضد الشعب البابلي وإنما ضد الجيش، حيث أن قوات كورش الأخميني دخلت بسلام إلى بابل وهذا ما ذكر في أسطوانة كورش. أما مصير نبونيد فقد ظل مجهولاً فبعض المصادر ذكرت أنه قتل في نهاية المعركة بينما ذكرت مصادر أخرى أنه هرب من بابل وعاد إلى تيماء حيث كان يعيش هناك قبل المعركة. فيما أشار المؤرخ الكلداني البابلي بيروسوس أن نبونيد تم اعتقاله وثم تم نفيه إلى كرمان ليموت هناك في وقت لاحق بعد هذه المعركة تمكن الفرس من السيطرة على بقية المناطق التي كان يحتلها البابليين في بلاد النهرين والهلال الخصيب ليصل تهديدهم هذه المرة إلى مصر.